# 小行星8655
小行星8655（英語：8655）是一颗围绕太阳公转的小行星。1990年8月22日，亨利·E·霍爾特在帕洛马山发现了此天体。
这颗小行星的绝对星等为53.61154611769764等。